# Enoicyla reichenbachii
Enoicyla reichenbachii är en nattsländeart som först beskrevs av Friedrich Anton Kolenati 1848.  Enoicyla reichenbachii ingår i släktet Enoicyla och familjen husmasknattsländor. Inga underarter finns listade i Catalogue of Life.